# 常太后
昭太后（？—460年），辽西郡肥如县（今河北省迁安市）人，祖籍河内郡温县（今河南省焦作市温县），魏文成帝的乳母。

## 生平
常氏父親為前秦渤海太守常澄，母親宋氏。太延年間入宮為婢，為魏太武帝拓跋焘選為孙子拓跋濬的乳母。常氏性仁善，對於拓跋濬有養育之恩，因而拓跋濬即位後尊為保太后，後改封皇太后，封兄常英為遼西公，弟常喜為鎮東大將軍，三個妹妹也封縣君，妹婿是平州刺史王睹，奉侍宋氏甚勤。
和平元年（460年），常太后逝世，諡號昭。依常太后生前遺願葬於廣寧磨笄山，並遵行前朝惠太后的形式而設寢廟，又置守陵人二百戶，立碑頌德。

## 家庭

### 祖父
- 常亥，前秦扶风郡太守，追赠镇西将军、辽西简公

### 父母
- 常澄，前秦渤海郡太守，追赠为侍中、征东大将军、太宰、辽西献王
- 许氏，博陵郡君